# Székely Mózes erdélyi fejedelem
(Idősebb) siménfalvi Székely Mózes (Udvarhely, 1553 körül – Brassó, 1603. július 17.) erdélyi fejedelem.

## Élete
Az udvarhelyszéki lófő székely családból származott. Unitárius vallású volt.
Székely Mózes Udvarhelyszék Udvarhely városában született 1553-ban, Szamosközy István, korának legnagyobb történésze szerint. Sokan a születési évét – tévesen – 1550-re teszik, mint ahogy Lövétét tartják szülőfalujának. Két fia volt, Székely István, illetve ifj. Székely Mózes.
Apja literáti Székely János, Udvarhelyszék jegyzője és János Zsigmond magyar király, majd erdélyi fejedelem székely sókamarása, anyja nevét nem ismerjük, második felesége Kornis Anna volt. 1580 táján a sófalvi sóbánya kamarása, udvarhelyszéki főkapitány és főkirálybíró lett.
Báthory István erdélyi fejedelem megválasztását követően az ő oldalán harcolt a Habsburg-pártiak ellen. Radnótnál kardját a foga közé fogva átúszott a Maroson, majd két ellenséges katonát leterített, ami miatt a Bekes Gáspár oldalán harcolók megfutottak. Ezért a tettéért Báthory kinevezte az erdélyi fejedelemség testőrségének parancsnokává. Báthory hadnagyaként érdemeket szerzett. Követte a fejedelmet Lengyelországba is, ahol a magyar gyalogság parancsnokaként végigharcolta a király livóniai hadjáratait. Tetteiért a király a Szentelt lovagjai közé emelte. Báthory István lengyel király oldalán 1576-tól 1582-ig harcolt Oroszország ellen egy székely dandár parancsnokaként, majd a Rettegett Ivánnal kötött béke után hazament Erdélybe. Báthory Istvánnak köszönheti, hogy a sófalvi sóbánya kamaraispánja lett, de emellett Siménfalván és Lövétén jelentős birtokokat kapott.

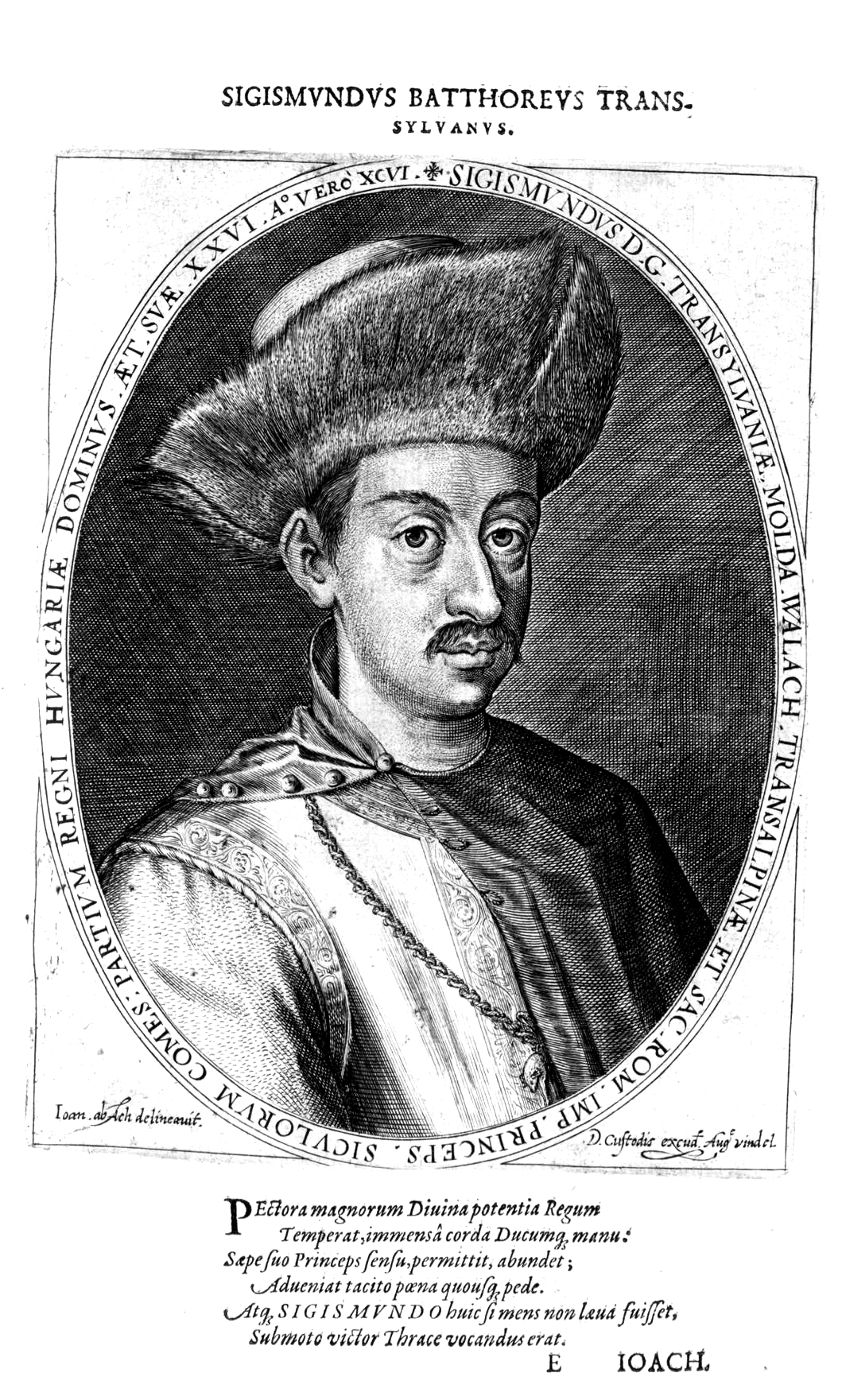
Báthory Zsigmond fejedelem

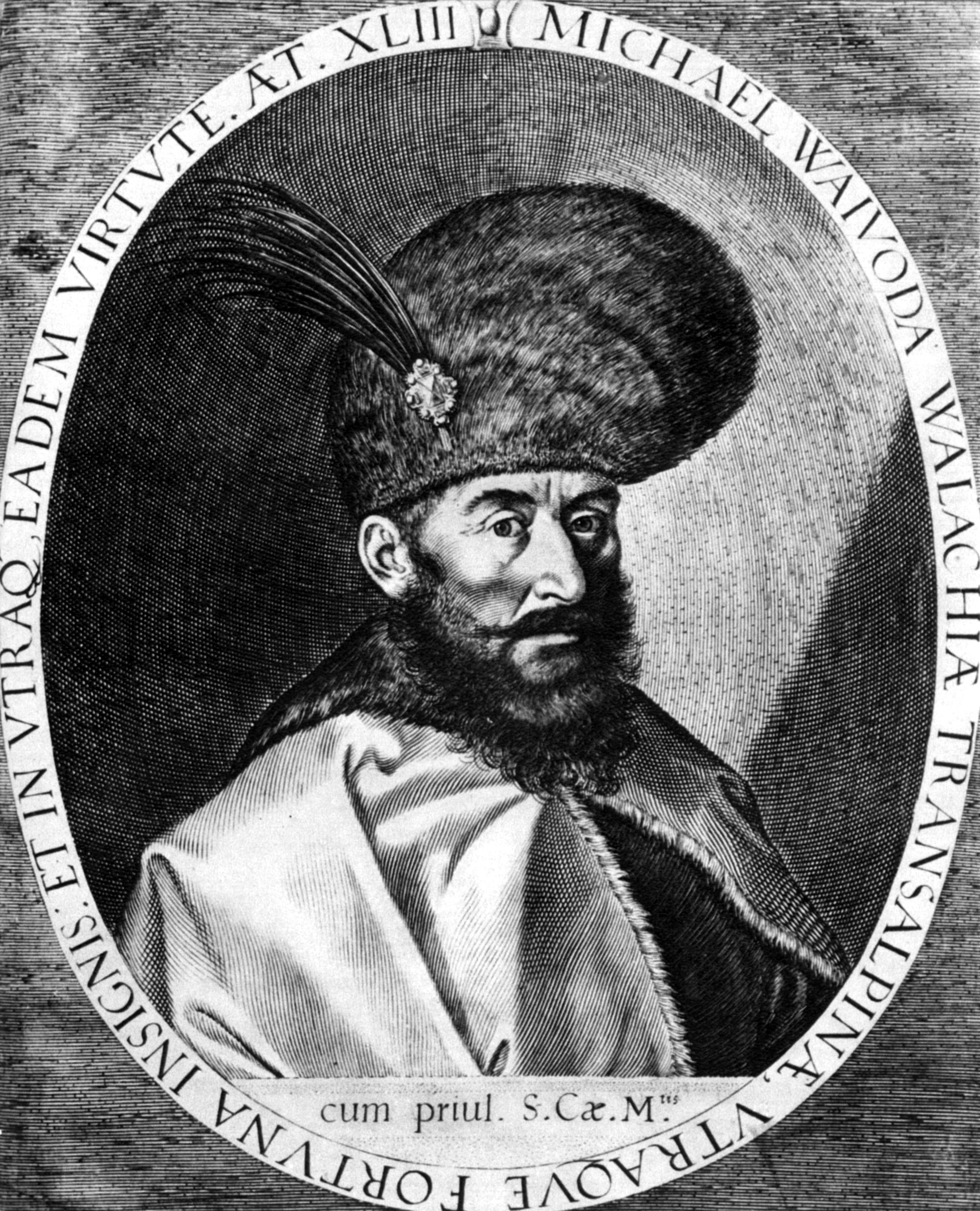
Vitéz Mihály havasalföldi fejedelem

Báthory Zsigmondtól nemesi címet kapott, habár mint székely ember eleve nemesnek számított és földadományt is kapott. Báthory Andrásnak, majd Mihai Viteazul havasalföldi vajdának lett a fővezére. 1601-ben Székely Mózes érdeme, hogy később mégis szembefordult a vajdával és Basta Habsburg generális rémuralmával; előbb Lengyelországban Jan Zamoysky lengyel kancellár segítségével próbálta Báthory Zsigmondot a trónra visszahozni, majd az 1601. augusztus 3-i goroszlói vereség után maga állt a császárellenes párt élére. 1602 júliusában a Tövis melletti csatában Giorgio Basta generális vereséget mért a székelyekből álló seregre, és Báthory Zsigmond erdélyi fejedelem pedig lemondott a fejedelmi trónról. 1602–1603 telén Székely Mózes Erdély felszabadítására Bethlen Gábor szövetségében és török támogatással hadjáratot szervezett, Temesváron tartózkodott, itt kapta meg III. Mehmed oszmán szultán engedélyét az erdélyi trónra.
1603 márciusában foglalták el Karánsebest a Habsburg-katonáktól. Itt született meg Mózes nevű fia, majd pestisben itt halt meg felesége és nagyobbik fia, Székely István.
1603. április 15-én Hátszegnél egy katonai táborban választották meg az erdélyi rendek fejedelemnek, majd az Erdély korabeli fővárosának számító Gyulafehérvár elfoglalása után május 9-én ott ünnepélyesen be is iktatták. Gyulafehérvár már az unitárius hitre tért, és ugyanitt székelő választott magyar király, II. János óta az unitáriusok „fellegvára” volt, így nem véletlen, hogy a székely–magyar történelem második unitárius vallású uralkodóját és egyetlen unitárius fejedelmét is itt iktatták be. Székely Mózes fejedelem Kolozsváron  1603. június közepe táján erős pénzt veretett a kolozsvári pénzverdében. Ez a pénz az egyik legszebb erdélyi pénz. 1603-ban Erdély nagy része felszabadult.

## Halála
Habsburg támogatással IX. Radu havasalföldi fejedelem csapatokat szervezett a függetlenségpárti erdélyiek leverésére és 1603. július 17-én Brassó mellett legyőzték Székely Mózes katonáit. Itt mintegy 3000 magyar és székely vesztette életét vele együtt. A fejedelem levágott fejét Radu havasalföldi vajdának vitték, aki trófeaként állította ki Brassó piacterén. Michael Weiss brassói bíró elvette a fejet, és eltemette Kolostor utcai házának kertjében. Később itt épült fel az Európa Szálló, amelynek udvarán emléktábla jelezte a fejedelem sírhelyét; ezt később az unitárius templomban állították ki.